# Приговор (фильм, 1993)
«Приговор» — российский фильм 1993 года режиссёра Всеволода Шиловского по американскому детективному роману, снятый в США.

## Сюжет
По мотивам романа Дэя Кина 1954 года (в оригинале «Homicidal Lady», издан на русском языке в 1992 году под названиями «Ошибка прокурора Талбота», «Преступная любовь», «Любовь и преступная ненависть»), но события перенесены из 1950-х годов в современные фильму 1990-е.
Действие происходит в одном из штатов США. Генеральный прокурор штата Тэд Талбот добивается вынесения смертельного приговора Джиму Конли, якобы ограбившему банк и убившего двух охранников, но клявшегося в своей невиновности. На следующий день после исполнения приговора в отеле обнаруживают покончившего с собой ключевого свидетеля и письмо, в котором тот берет на себя вину в преступлении. Карьере Талбота приходит конец.
Вскоре «жёлтая» пресса публикует фотографии прокурора с Вики Пол — вдовой Джима Конли, а через несколько дней её находят с перерезанным горла в постели прокурора. Разгорается скандал.
Вопросов много, и главный из них — куда делись украденные якобы Джимом Конли три миллиона долларов?
Будучи уже сам обвиняемым прокурор пускается в бега. Ему помогает только его старый друг Лео Хармани бывшая жена Джейн. Понимая, что Талбота ловко подставили, троица начинает собственное расследование, приводящее в сети коррупционного правосудия.

## В ролях
- Всеволод Шиловский — Тед Талбот
- Вероника Изотова — Джейн Талбот
- Александра Захарова — Вики Пол
- Леонид Куравлёв — Лео Харман
- Вячеслав Езепов — лейтенант Киллер
- Борис Щербаков — Люк Эдам
- Владимир Стеклов — Джон Уорвик, репортёр «Таймс»
- Лариса Гузеева — Бет Конли
- Пётр Меркурьев — Джим Конли

## Съёмки
Фильм полностью снят в США, причём «за мизерные, по американским понятиям, деньги в размере не более 300 тысяч долларов», и был один едва ли не единственный такой российский фильм, современная фильму пресса (например, журнал «ТВ Парк») писала, что этот фильм «интересный главным образом тем, что снимался в США».

## Фестивали
Фильм был представлен на кинофестивале «Кинотавр» 1994 года.